# 獅子山 (1961年—1971年)
獅子山是一個主權國家。在1961年4月27日獲得獨立至1971年4月19日成為獅子山共和國期間，英國女王伊莉莎白二世擔任獅子山的國家元首。
當英國對獅子山統治於1961年4月結束時，根據1961年《獅子山獨立法》，原英國殖民地獅子山殖民地和保護國獲得獨立。伊莉莎白二世仍然是獅子山的國家元首，在獅子山的代表是獅子山總督。獅子山與包括英國在內的其他大英國協成員國共享主權。

## 歷史
1961年4月27日，獅子山獲得獨立。
1961年11月25日至12月1日，即獨立後不久，伊莉莎白二世女王訪問了獅子山。
1962年大選，獅子山人民黨(SLPP)獲勝。全國人民代表大會（APC）成為最有組織的反對黨。
1964年3月，恩賈拉大學成立。1964年4月28日，獅子山總理米爾頓·馬爾蓋去世。他的兄弟阿爾伯特·馬爾蓋被任命為新總理。1964年8月4日，獅子山發行貨幣獅子山利昂。
1969年獅子山大學成立，包括福拉灣學院和恩賈拉大學。
1971年4月19日，獅子山成為共和國，西亞卡·史蒂文斯 (Siaka Stevens) 擔任獅子山總統。